# Rajd Elmot 1992
Rajd Elmot 1992 – 20. edycja Rajdu Elmot. Był to rajd samochodowy rozgrywany od 15 do 17 maja 1992 roku. Była to trzecia runda Rajdowych Samochodowych Mistrzostw Polski w roku 1992. Rajd składał się z dziewiętnastu odcinków specjalnych.  

## Wyniki końcowe rajdu[1]
| Miejsce | Kierowca            | Pilot              | Samochód                   | Czas    | Strata | Grupa Klasa |
| ------- | ------------------- | ------------------ | -------------------------- | ------- | ------ | ----------- |
| 1       | Marian Bublewicz    | Ryszard Żyszkowski | Ford Sierra RS Cosworth    | 1:34:39 | -      | A-9         |
| 2       | Marek Gieruszczak   | Marek Skrobot      | Toyota Celica GT-4         | 1:39:00 | +4:21  | A-9         |
| 3       | Robert Herba        | Jakub Mroczkowski  | Nissan Sunny GTI-R         | 1:42:10 | +7:31  | N-5         |
| 4       | Wiesław Stec        | Artur Skorupa      | Mitsubishi Galant VR-4     | 1:42:32 | +7:53  | N-5         |
| 5       | Lesław Orski        | Tomasz Chmiel      | Volkswagen Golf II GTi 16V | 1:43:54 | +9:15  | A-9         |
| 6       | Maciej Kołomyjski   | Sławomir Łuba      | Opel Kadett GSI            | 1:44:25 | +9:46  | N-4         |
| 7       | Dariusz Wirkijowski | Piotr Gulbas       | Opel Kadett GSI 16V        | 1:44:33 | +9:54  | N-4         |
| 8       | Robert Kępka        | Tomasz Ryborz      | Peugeot 309 GTI            | 1:44:44 | +10:05 | A-9         |
| 9       | Jerzy Dyszy         | Jerzy Substyk      | Opel Kadett GSI 16V        | 1:45:43 | +11:04 | N-4         |
| 10      | Piotr Kufrej        | Jarosław Baran     | Toyota Corolla GT          | 1:45:54 | +11:15 | A-7         |